# Kaštel v Betlanovcích
Kaštel v Betlanovcích (někdy též označovaný jako Turzovský kaštel) se nachází ve stejnojmenné obci (maď. Betlenfalva), ležící zhruba 13 km jihovýchodně od okresního města Spišská Nová Ves na Slovensku. Ačkoliv je ojedinělá renesanční stavba od 15. října 1963 chráněna jako kulturní památka, její technický stav je zanedbaný a kaštel chátrá.

## Historie

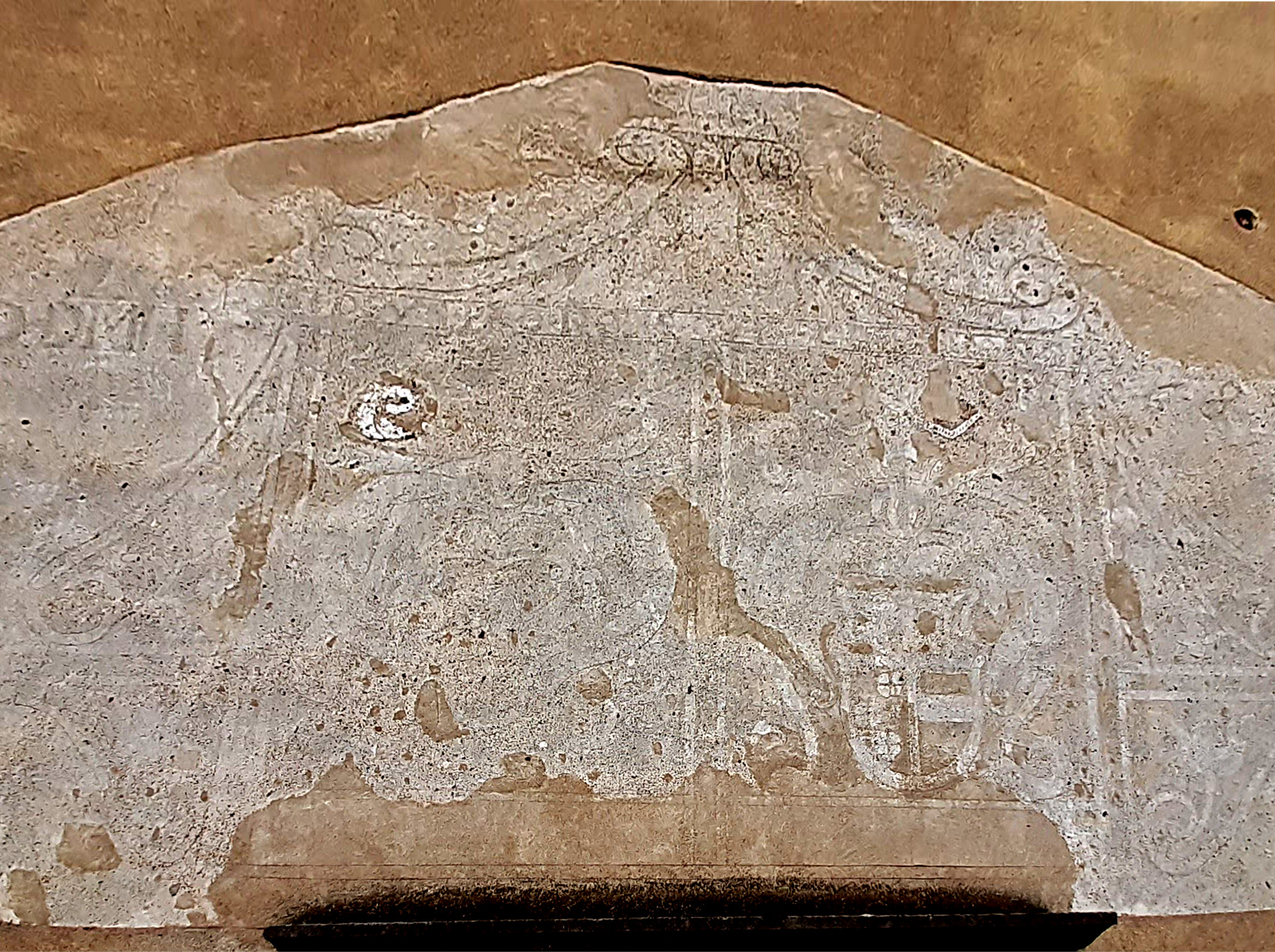
Sgrafitový alianční erb Feigelů a Bobestů nad vstupem na pavlač

Betlanovský kaštel byl zbudován v letech 1564–1568 z popudu Petra Feigela († 1580), zámožného levočského měšťana, někdejšího provizora gemerského panství a familianta Stanislava Thurza († 1586). Ve své době zcela moderní sídlo, jež na rozdíl od ostatních spišských kaštelů té doby (Strážky, Spišský Štiavník) rezignovalo na fortifikační úlohu, mělo v prvé řadě reprezentovat ambiciózního majitele, který svůj společenský vzestup zpečetil sňatky s Kateřinou a posléze Hedvikou Bobestovými, příbuznými Stanislava Thurza. Po Petrově smrti v roce 1580 byl kaštel rozdělen mezi jeho syny Petra a Cyriaka, dcery Kateřinu, Kristýnu, Agnešu a nárok na majetkový podíl rovněž uplatnili potomci jeho zesnulé dcery Anny. Podle tehdejšího popisu měl kaštel několik prostorných sklepů a některé místnosti disponovaly trámovými stropy. K obdobným dělbám docházelo i v 17. století a majiteli jednotlivých částí se tak postupně stali příslušníci různých šlechtických rodů, např. Görgeyové, Rádyové či Szentiványiové.
V poslední třetině 17. století se Adamovi III. Szentiványimu († 1710) podařilo soustředit jednotlivé majetkové podíly do svých rukou a stal se tak jediným držitelem betlanovského kaštelu. Protože se však on i jeho synové Jan a Zikmund podíleli na protihabsburském povstání Františka II. Rákocziho, byly jim jejich spišské statky v roce 1710 zkonfiskovány. Konfiskační soupis z 8. července 1710 zachytil kaštel jako dvoupodlažní budovu se třemi sklepy, kuchyní, několika síněmi, komorami a tzv. „velkou palotou“. Dalším majitelem se pak stal Petr Feigel, potomek stavitele zámku a hodnostář Spišské župy, po němž objekt získal manžel jeho neteře Štěpán Dravecký. Draveckým kaštel patřil i v průběhu 19. století.
Na počátku 60. let 20. století byl kaštel zrekonstruován a v letech 1966–1976 sloužil coby sídlo nově ustanovené CHKO Slovenský ráj. Po roce 1989 se dostal do soukromého vlastnictví, není přístupný veřejnosti a chátrá.

## Architektura

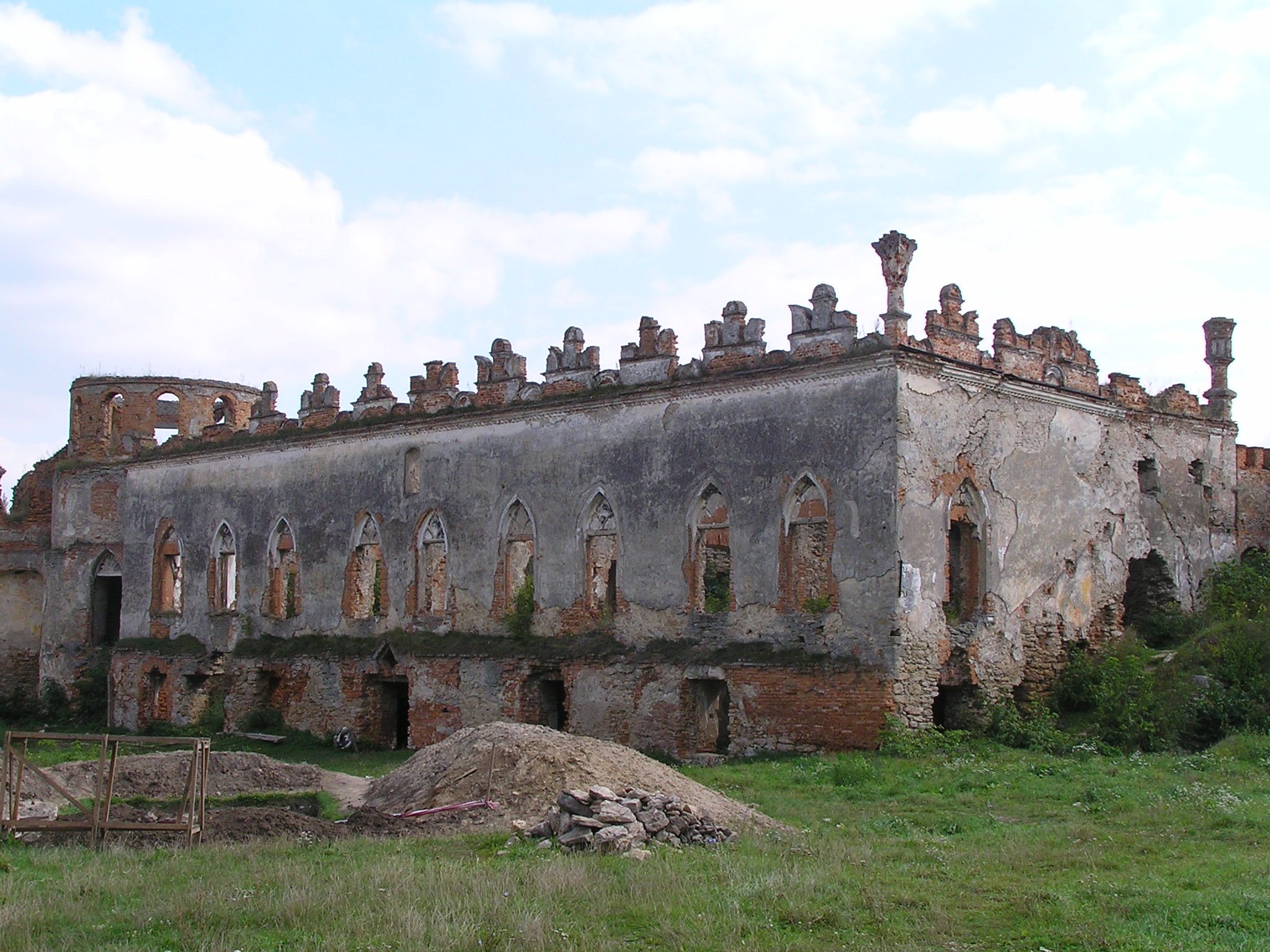
Typově podobný palác Sieniawských v ukrajinské Medžybiži

Kaštel v Betlanovcích je po architektonické stránce mimořádně hodnotnou stavbou, svým významem překračující hranice spišského regionu; autor stavebních plánů patrně nepocházel z Uherska, přičemž budova typově připomíná palác polského rodu Sieniawských, zbudovaný po roce 1550, nacházející se v dnes ukrajinském městě Medžybiži, jehož původní vzhled byl na rozdíl od Betlanovec porušen pozdějšími novogotickými úpravami.

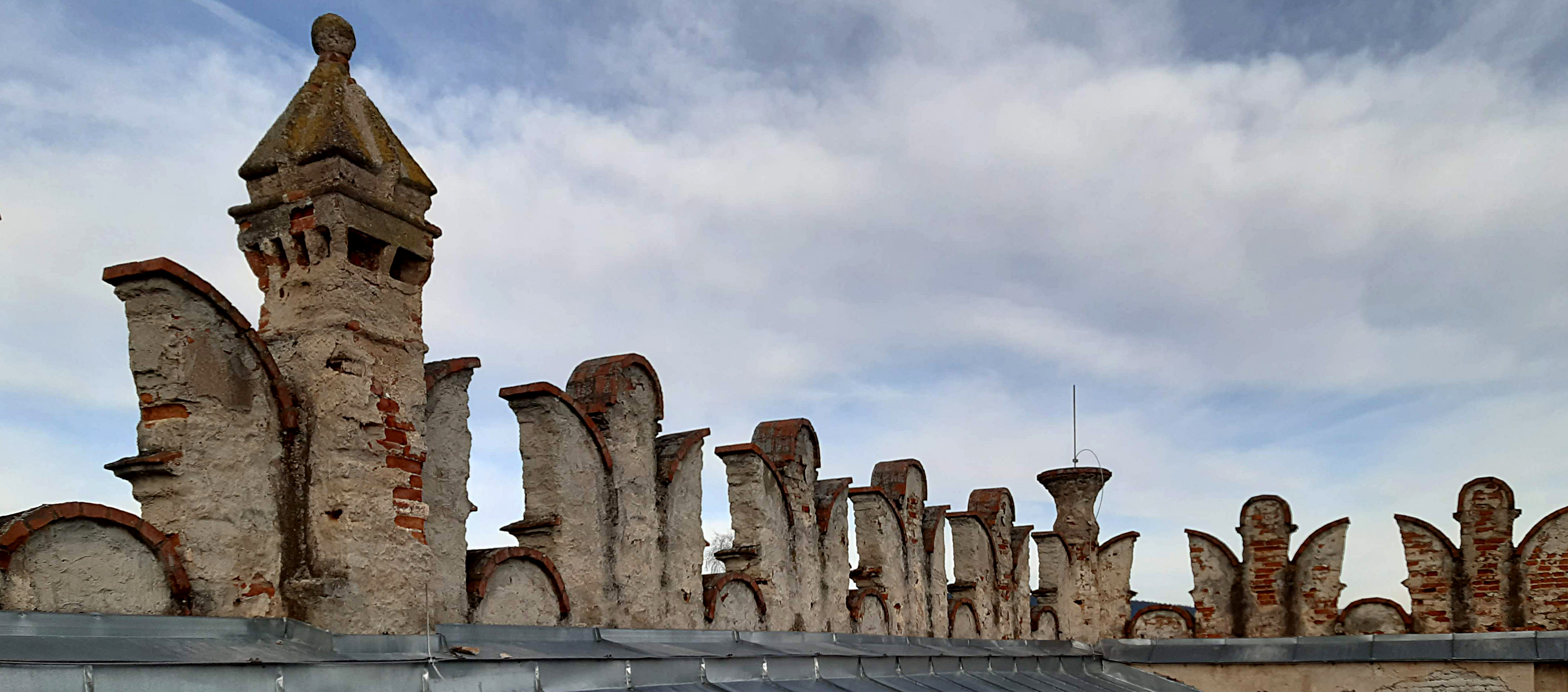
Atika, probíhající po obvodě celého kaštelu

### Exteriéry
Jde o podsklepenou blokovou stavbu obdélného půdorysu se dvěma nadzemními podlažími. Fasádám dominuje atika a z patra je možné vyjít na dřevěnou vysunutou pavlač, jež přiléhá k celému obvodu budovy. Okna dekorují výrazně profilovaná kamenná ostění doplněná o podokenní a nadokenní římsu. Hlavní vstup do objektu zvýrazňuje rovněž kamenný portál, doplněný o jazykově latinský pamětní nápis s erby Feigelů a Bobestů. Nápis hlásá AN(NO) D(O)M(I)N(I) 1568/ SI DEVS PRO NOBIS QVIS CONTRA NOS/ Peter F(eigel) H(edviga) B(obst) (tj. „Léta Páně 1568. Když je Bůh s námi, kdo proti nám. Petr Feigel a Hedvika Bobst“). Alianční erby stavebníků kaštelu v podobě sgrafita se objevují též na poschodí, kde zdobí vchod na pavlač. Do současnosti byl dochován pouze zlomek někdejší sgrafitové výzdoby, která v minulosti patrně pokrývala všechny exteriérové fasády.

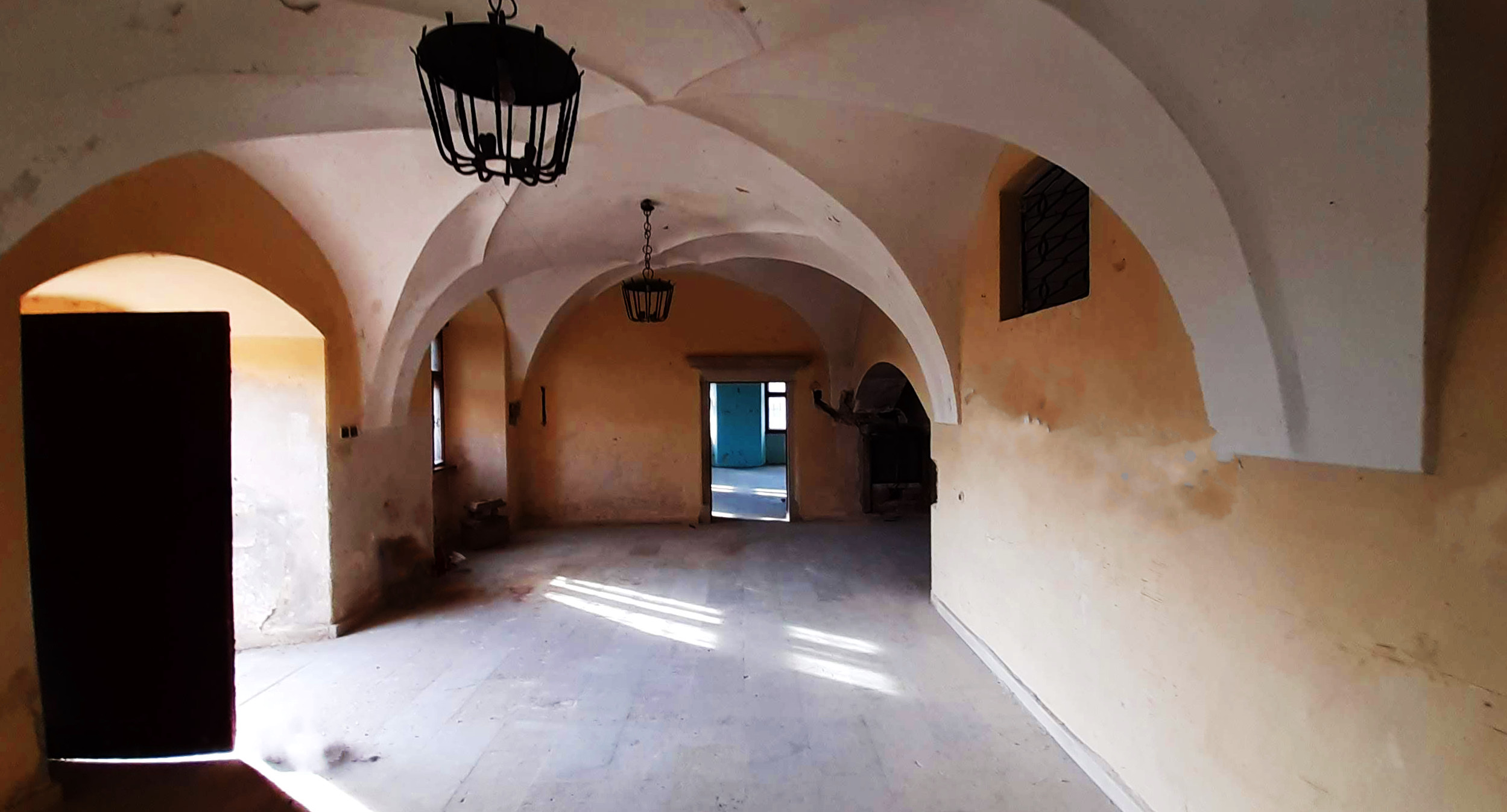
Vstupní centrální hala v přízemí

### Interiéry
Přízemí dominuje vstupní centrální hala, zaklenutá valenou klenbou s lunetovými výsečemi, na kterou navazuje schodiště na poschodí, uzavřené vstupem s dekorativním kamenným portálem. Valené klenby se rovněž zachovaly v některých místnostech severozápadního traktu, ostatní místnosti jsou plochostropé. Původní trámové stropy byly nahrazeny během rekonstrukce v polovině 20. století novými.